# شهرستان لافایت (فلوریدا)
شهرستان لافایت، فلوریدا (به انگلیسی: Lafayette County, Florida) یک سکونتگاه مسکونی در ایالات متحده آمریکا است که در فلوریدا واقع شده‌است.

## خصوصیات
شهرستان لافایت ۱٬۴۱۹٫۳۲ کیلومترمربع مساحت دارد.